# Perfect Timing
Perfect Timing es el primer álbum de estudio del grupo formado por el guitarrista Michael Schenker y el vocalista Robin McAuley, McAuley Schenker Group, publicado en 1987 por Capitol Records. Prácticamente es la continuación de la banda Michael Schenker Group, incluso se conservan las mismas siglas MSG, sin embargo se diferencia por la inclusión en algunos temas del subgénero glam metal.
Alcanzó el puesto 95 en los Estados Unidos, mientras que el sencillo promocional «Gimme Your Love» obtuvo la posición 40 en la lista estadounidense Mainstream Rock Tracks. A su vez, la canción «Love is Not a Game» llegó hasta la posición 79 en los UK Singles Chart del Reino Unido.

## Lista de canciones
| N.º | Título                     | Escritor(es)               | Duración |  |
| 1.  | «Gimme Your Love»          | McAuley, Newton            | 4:52     |  |
| 2.  | «Here Today-Gone Tomorrow» | Schenker,McAuley           | 4:38     |  |
| 3.  | «Don't Stop me Now»        | Schenker,McAuley           | 3:56     |  |
| 4.  | «No Time for Losers»       | Schenker,McAuley           | 4:13     |  |
| 5.  | «Follow the Night»         | Schenker,McAuley           | 4:39     |  |
| 6.  | «Get Out»                  | Schenker,McAuley           | 4:07     |  |
| 7.  | «Love is Not a Game»       | Newton,McAuley,Alan Nelson | 4:12     |  |
| 8.  | «Time»                     | Schenker,McAuley,Newton    | 4:00     |  |
| 9.  | «I Don't wanna Lose»       | Schenker,McAuley           | 4:15     |  |
| 10. | «Rock Till you're Crazy»   | Schenker,McAuley           | 4:05     |  |

| Pistas adicionales en reedición de 2009 solo para Japón |                              |                  |          |  |
| N.º                                                     | Título                       | Escritor(es)     | Duración |  |
| 11.                                                     | «Gimme Your Love» (editado)  | Newton,McAuley   |          |  |
| 12.                                                     | «Follow the Night» (editado) | Schenker,McAuley |          |  |

## Posicionamiento en listas
| País           | Lista             | Máxima posición |
| -------------- | ----------------- | --------------- |
| Suecia         | Sverigetopplistan | 21              |
| Estados Unidos | Billboard 200     | 95              |

## Personal
- Michael Schenker: guitarra líder
- Robin McAuley: voz
- Mitch Perry: guitarra rítmica, coros y guitarra líder en «Get Out»
- Rocky Newton: bajo
- Bodo Schopf: batería
- Steve Mann: teclados (músico de sesión)
- Marcus Fumolo: batería (músico de sesión)